# Nazionale maschile di pallacanestro della Dominica
La nazionale di pallacanestro della Dominica è la rappresentativa cestistica della Dominica ed è posta sotto l'egida della Federazione cestistica della Dominica.

## Formazioni

### Campionati caraibici
Campionato caraibico maschile di pallacanestro 2000Green, Graham, Bryan, Richards, Alfred, Jervier, Toulon, John, All. -